# Panin Guitars
Pánin Gúitars (Панін ,Гітарс укр,) — приватний виробник, основним напрямком діяльності якого є конструювання нових моделей електро-гітар та їх виробництво. Компанія має свою власну лабораторію та роботизований цех. Основні потужності підприємства розміщені в Закарпатті.

## Про компанію
Офіційно, компанія «Pánin Gúitars» заснована 2011 року трьома друзями — Миколою Ковачем, Яном Головеєм та Паніном Владиславом. Перші три не брендові гітари були виготовлені Владиславом ще у 2008 році. Згодом, на базі одного з шоу-румів музичного інтернет-магазину "StarMusic" розгорнувся сервісний центр електро-гітар, основними напрямками якого стали косметичний ремонт дек та коригування грифів. З 2012 року в м. Перечин почав свою роботу перший роботизований цех по виробництву електро-гітар з повним циклом виробництва (В окремих інструментах використовувались звукознімачі німецької фірми Schaller). Була випущена високотехнологічна серія Panin Eagle  - модельний ряд зі спеціально розробленою формою деки та вбудованим резонатором. В цілому Panin Custom Shop презентував всього 6 видів серійних гітар, кожна модель виготовлена у лімітованій кількості. На початку 2012 року компанія вперше випустила бюджетні моделі електро-гітар для студентів — Panin Orion Series та Panin Punk Soft Strat. Станом на сьогодні, компанія Pánin Gúitars анонсувала дві інноваційні розробки у галузі музичної інженерії: електронний резонатор та гітара-репетитор. Юридичне оформлення патентів на технології Panin Guitars триває.

## Історичне значення
Компанія «Pánin Gúitars» є одним з перших офіційних виробників електро- та бас-гітар на території України. У 2012 році Панін анонсує прототип першої у світі мультимедійної гітари-репетитора. Це перша в історії електро-гітара, яка має можливість підключатись до мережі інтернет, і вже в режимі онлайн навчати свого власника правильній техніці гри на гітарі, а також вивчати твори музичного мистецтва без будь-якої допомоги репетитора. Станом на 2012 рік, Pánin Gúitars — це єдина компанія, яка має в своєму асортименті гітару з функцією "онлайн-репетитор". Аналогів цієї технології не має не лише в Україні, але й у світі.
|                  |
| Деки серії Eagle |

|                  |
| Деки серії Shark |

|                       |
| Деки серії Superstrat |

|                      |
| Заготовки для грифів |

|                                           |
| Підготовка до полірування та налаштування |